# Tacheometria
In topografia ed in geodesia, la tacheometria è la tecnica del rilevare un terreno mediante la determinazione del posizionamento planimetrico e altimetrico di punti dello stesso senza procedere a misurazione delle distanze.
Il rilevamento è effettuato da un professionista coadiuvato da un cosiddetto «equipaggio» composto di un caposquadra che coordina il gruppo dei collaboratori: un «tacheometrista», uno «scrivano», due «portastadia» e un manovale; in alcuni caso è previsto anche l'impiego di un «indicatore», una persona esperta nel fornire la toponomastica e facilitare l'accesso ai terreni interessati dal rilievo
Richiede l'uso di uno strumento apposito detto tacheometro, di un cleps o di un autoriduttore. Si divide in tre fasi essenziali: il "lavoro di campagna", il "lavoro di calcolo" e l'elaborazione grafica.
Il lavoro di campagna si svolge sul terreno e consiste innanzitutto nel sopralluogo (o ricognizione), utile per studiare il procedimento più agevole dell'operazione e per disegnare l'eidotipo, che servirà di base per le fasi successive; al sopralluogo e alla preparazione dell'eidotipo segue l'individuazione sul terreno dei punti da rilevare e dei punti di stazione e la determinazione delle coordinate polari di questi.